# Berliet CAC
Der Berliet CAC war ein mittlerer französischer Lastkraftwagen aus der Zeit vor dem Ersten Weltkrieg.

## Geschichte, Technik
Die allgemeine Betriebserlaubnis für den Berliet CAC wurde im Juli 1912 erteilt, ab diesem Zeitpunkt wurde das Fahrzeug gebaut. Nachgewiesen sind die Chassisnummern 2812 bis 2815: Wenn weitere Chassisnummern nicht vergeben wurden, so entstanden also nur vier Stück.
Der wassergekühlte Vierzylindermotor hatte eine Bohrung von 80 und einen Hub von 120 mm, also einen Hubraum von 2413 cm³ und gab seine nicht genannte Höchstleistung bei 1500/min ab. Steuerlich war das Fahrzeug mit 12 Steuer-PS eingestuft. Das Getriebe hatte vier Vorwärtsgänge, dazu einen Rückwärtsgang. Die Nutzlast wird mit 2 Tonnen angegeben. Der Antrieb auf die Hinterachse erfolgte über Ketten.
Das Fahrzeug war auch als leichter Omnibus lieferbar.